# 3649 Guillermina
3649 Guillermina је астероид главног астероидног појаса чија средња удаљеност од Сунца износи 3,139 астрономских јединица (АЈ).
Апсолутна магнитуда астероида је 11,8.